# Żory
Żory (en silésien : Žory), durant la période allemande Sohrau, est une ville de Pologne située au sud du pays, dans la voïvodie de Silésie.

## Histoire
De 1818 à 1922, Sohrau fait partie de l'arrondissement de Rybnik dans le district d'Oppeln au sein la province de Silésie

## Jumelages
- Kamp-Lintfort (Allemagne)
- Mezőkövesd (Hongrie)
- Pasvalys (Lituanie)
- Montceau-les-Mines (France)